# Kimberley McRae

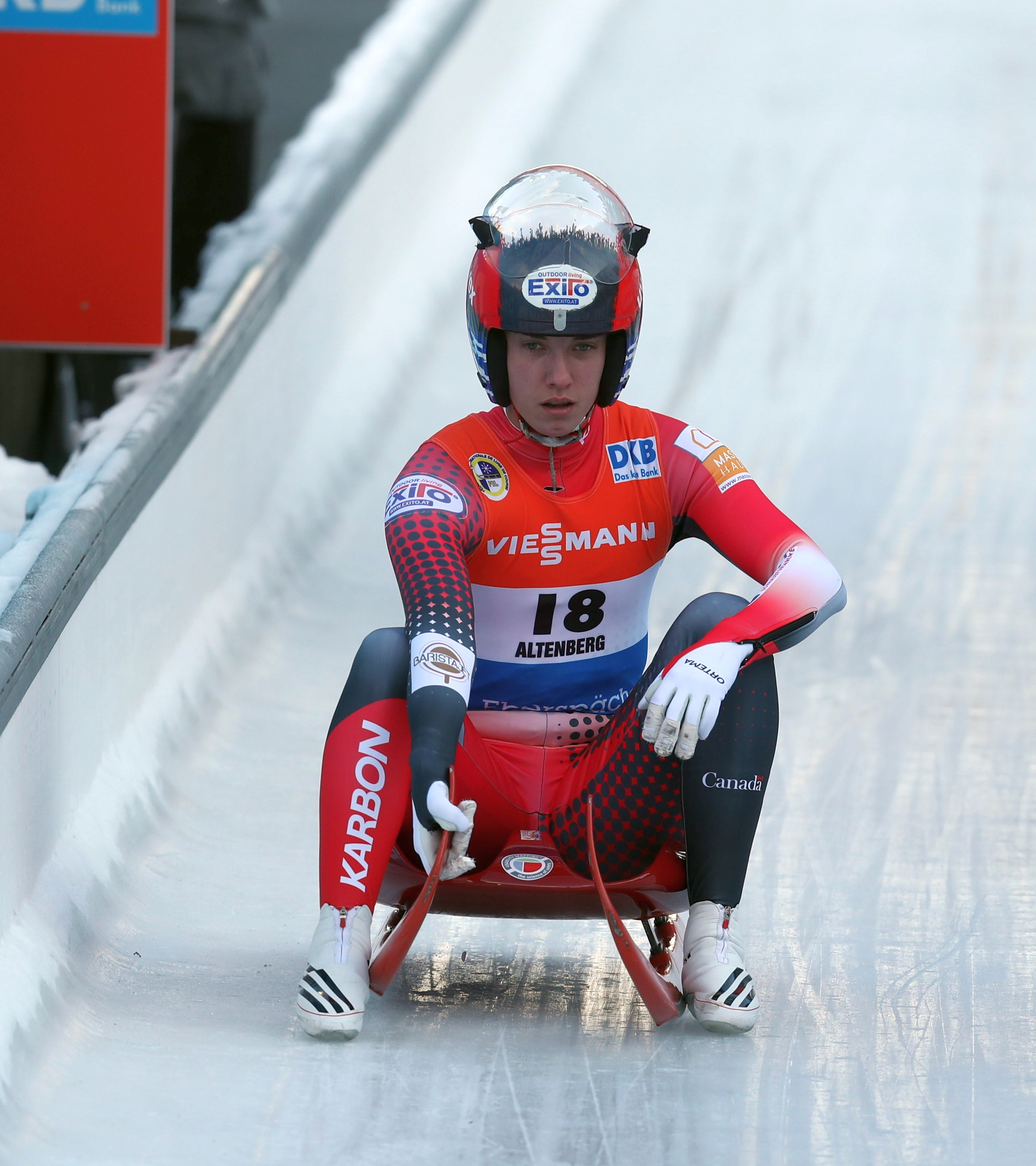
La McRae in gara ad Altenberg nel 2017

Kimberley McRae (Calgary, 24 maggio 1992) è una slittinista canadese.

## Biografia
Ha iniziato a gareggiare per la nazionale canadese nelle varie categorie giovanili nella specialità del singolo senza però ottenere risultati di particolare rilievo.
A livello assoluto ha esordito in Coppa del Mondo nella stagione 2008/09 ed ha conquistato il primo podio il 19 gennaio 2014 nel singolo ad Altenberg (3ª) e la sua prima vittoria il 3 dicembre 2016 a Lake Placid nella gara a squadre. In classifica generale come miglior risultato si è piazzata all'ottavo posto nel singolo nel 2014/15.
Ha preso parte a due edizioni dei Giochi olimpici invernali: sia a Soči 2014 sia a Pyeongchang 2018 ha colto la quinta piazza nella gara individuale.
Ha preso parte altresì a tre edizioni dei campionati mondiali, vincendo la medaglia di bronzo nell'individuale femminile ad Igls 2017. Nell'edizione casalinga di Whistler 2013 concluse la prova del singolo in settima posizione, risultato che le valse la medaglia d'argento nella speciale classifica riservata agli under 23.
Ai campionati pacifico-americani ha conquistato tre medaglie nella specialità monoposto: due d'argento, a Calgary 2012 e a Calgary 2018 e una di bronzo a Calgary 2016.

## Palmarès

### Mondiali
- 1 medaglia:
  - 1 bronzo (singolo a Igls 2017).

### Mondiali under 23
- 1 medaglia:
  - 1 argento (singolo a Whistler 2013).

### Campionati pacifico-americani
- 1 medaglia:
  - 2 argenti (singolo a Calgary 2012; singolo a Calgary 2018);
  - 1 bronzo (singolo a Calgary 2016).

### Coppa del Mondo
- Miglior piazzamento in classifica generale nel singolo: 8ª nel 2014/15.
- 6 podi (4 nel singolo e 2 nelle gare a squadre):
  - 1 vittoria (nelle gare a squadre);
  - 2 secondi posti (1 nel singolo e 1 nelle gare a squadre);
  - 3 terzi posti (nel singolo).

#### Coppa del Mondo - vittorie
| Data            | Luogo       | Paese       | Disciplina                                                     |
| --------------- | ----------- | ----------- | -------------------------------------------------------------- |
| 3 dicembre 2016 | Lake Placid | Stati Uniti | Gara a squadre con Samuel Edney, Tristan Walker e Justin Snith |